# Erebochlora fusimacula
Erebochlora fusimacula là một loài bướm đêm trong họ Geometridae.